# Ally (Cantal)
Ally – miejscowość i gmina we Francji, w regionie Owernia-Rodan-Alpy, w departamencie Cantal.
Według danych na rok 1990 gminę zamieszkiwało 698 osób, a gęstość zaludnienia wynosiła 30 osób/km² (wśród 1310 gmin Owernii Ally plasuje się na 314. miejscu pod względem liczby ludności, natomiast pod względem powierzchni na miejscu 358.).